# Ryu Shichinohe
Ryu Shichinohe –en japonés, 七戸 龍, Shichinohe Ryu– (Okinawa, 14 de octubre de 1988) es un deportista japonés que compite en judo. Ganó dos medallas de plata en el Campeonato Mundial de Judo, en los años 2014 y 2015, y una medalla de plata en el Campeonato Asiático de Judo de 2017.

## Palmarés internacional
| Campeonato Mundial  | Campeonato Mundial   | Campeonato Mundial | Campeonato Mundial |
| Año                 | Lugar                | Medalla            | Categoría          |
| ------------------- | -------------------- | ------------------ | ------------------ |
| 2014                | Cheliábinsk (Rusia)  | Medalla de plata   | +100 kg            |
| 2015                | Astaná ( Kazajistán) | Medalla de plata   | +100 kg            |
| Campeonato Asiático |                      |                    |                    |
| Año                 | Lugar                | Medalla            | Categoría          |
| 2017                | Hong Kong (China)    | Medalla de plata   | +100 kg            |